# Santalla (Castropol)
Santalla (oficialmente y en asturiano: Santaya) es una casería de la parroquia de Presno, concejo de Castropol, en la comarca del Eo-Navia, Principado de Asturias, España.